# Джейкобс, Марк
Марк Дже́йкобс (англ. Marc Jacobs; род. 9 апреля 1963) — американский модельер, создатель собственной марки Marc Jacobs, в 1997—2013 годах занимал художественное руководство модного дома Louis Vuitton. Кавалер французского Ордена искусств и литературы (2010).

## Биография
Марк родился в Нью-Йорке, в еврейской семье. Жил в нью-йоркском пригороде Тинеке (округ Берген, Нью-Джерси) вместе с матерью, сестрой и младшим братом. Там же закончил математическую школу Teaneck High School.

## Карьера
Началом карьеры Марка Джейкобса в модной индустрии стала его работа продавцом в авангардном нью-йоркском бутике одежды Charivari. Образование модельера получил в нью-йоркской Школе дизайна Парсонса. Ещё будучи студентом, в 1984 году выиграл награды «Золотой напёрсток» модельеров Перри Эллиса и Честера Уэйнберга, а также получил премию за лучший студенческий дизайн года. Затем Джэйкобс создал и успешно реализовал свою первую линию связанных вручную свитеров под маркой The Sketchbook label, Reuben Thomas, Inc. После смерти модельера Перри Эллиса в 1986 году был приглашён занять место главного дизайнера компании Perry Ellis. Известность Джейкобсу принесла коллекция в стиле гранж, выполненная им для этой фирмы в 1993 году.
Совместно с Робертом Даффи модельер основал Jacobs Duffy Designs Inc., существующую и по сей день. В 1986 году при финансовой поддержке Onward Kashiyama USA, Inc. выпустил первую коллекцию под собственным именем, Marc Jacobs label.
В 1987 году стал самым молодым дизайнером, получившим премию Совета американских модельеров (Perry Ellis Award for New Fashion Talent). В 1989 году занял должность вице-президента Tristan Russo, компании, специализирующейся на выпуске женской одежды (Роберт Даффи стал её президентом. В 1992 году получил премию Совета американских модельеров «Модельер года» в номинации «женская коллекция». В 1994 году создал первую мужскую коллекцию.
В 1997 году занял должность главного дизайнера французской марки Louis Vuitton. Привлекал к сотрудничеству над коллекциями таких художников, как Stephen Sprouse, Такаси Мураками, Richard Prince и рэпера Kanye West.
В 2006 году создал костюмы для балета Amoveo (хореограф Бенжамен Мильпье, Парижская опера).
Создал сумку, посвящённую канадской модели Джессике Стэм (Marc Jacobs Stam bag).
В 2013 году прекратил сотрудничество с Louis Vuitton, решив сосредоточиться на развитии собственного бренда.

### Marc Jacobs
Компания имеет три линии: прет-а-порте The Marc Jacobs Collection, молодёжная Marc by Marc Jacobs и детская Little Marc. Также в его нью-йоркском бутике Marc by Marc Jacobs имеется собственный магазин канцелярских товаров Bookmarc.
Дизайнер утверждает, что его одежда не сексуальная, и не создана для удовольствия.

## Критика
Американский модельер Оскар де ла Рента выразил недовольство тем, что Джэйкобс «скопировал» его ранний дизайн, однако модный критик газеты The New York Times Guy Trebay не согласился с этим утверждением, отметив, что Джэйкобс лишь интерпретировал элементы винтажной одежды.
В феврале 2008 года Марк был уличён в плагиате дизайна шарфа шведского модельера 1950-х годов Gösta Olofsson, что обнаружил журналист Esquire Роб Миллэн, случайно просматривая старые выпуски. В результате фирма Джейкобса выплатила денежную компенсацию сыну шведа.

## Рекламные кампании
Привлекал в качестве моделей для рекламы нестандартные лица, стремясь уйти от стереотипного облика моделей. В 2007 году перешил коллекцию до детского размера и заказал маленькие модели обуви для съёмок с юной Дакотой Феннинг. В 2008 году пригласил поп-дуэт t.A.T.u. стать лицом молодёжной линии Marc by Marc Jacobs.

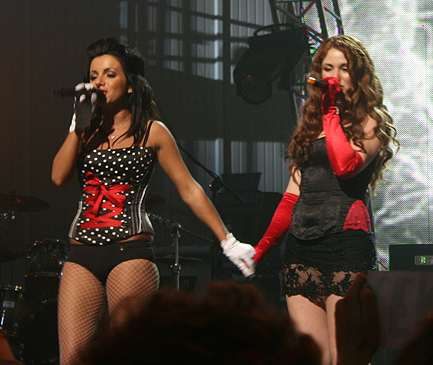
Поп-дуэт t.A.T.u. в 2008 году стал лицом молодёжной линии Marc by Marc Jacobs.

В его рекламных кампаниях появлялись певец Майкл Стайп, Хлоя Севиньи, Виктория Бекхэм (фотограф Juergen Teller).
В 2015 году лицом бренда стала 69-летняя легендарная певица и актриса Шер.
Несколько раз Марк Джейкобс сам снимался для рекламы, причём в обнаженном виде. В первый раз он обнажился для рекламы сумок Louis Vuitton, во второй раз — ради продвижения своего нового аромата для мужчин Bang.
Идея сделать Марка лицом новой рекламной кампании пришла бизнес-партнёру Джейкобса Роберту Даффи. «Роберт и я очень плотно работали с Coty над этим парфюмерным проектом, и однажды он сказал мне: „Марк, ты выглядишь сейчас настолько хорошо, что должен стать моделью нового аромата“. Сначала моя реакция была что-то вроде „Ну, я не знаю“. Но затем я понял, что в этом есть некий смысл. Аромат для мужчин, в отличие от женщин, — это что-то очень личное. Женщины меняют запахи, также как цвета макияжа, у мужчин всё по-другому», — рассказал Джейкобс.

## Личная жизнь
Джейкобс — открытый гей. В 2008 году он начал встречаться с предпринимателем Лоренцо Мартоне. В марте 2009 года они обручились. В январе 2010 года появилась информация, что Джейкобс и Мартоне сочетались браком, однако в том же месяце информация была опровергнута. В мае 2010 года пара рассталась.
В 2015 году Джейкобс начал встречаться с предпринимателем Чарли «Чаром» Дефранческо. В апреле 2018 года пара обручилась. Он вышел за него замуж 7 апреля 2019 года в Нью-Йорке.

## Признание и награды
- 1984 — «Золотой напёрсток Перри Эллиса» (Perry Ellis Golden Thimble Award)
- 1984 — «Золотой напёрсток Честера Уэйнберга» (Chester Weinberg Gold Thimble Award)
- 1984 — премия лучшему студенту-дизайнеру (Design Student of the Year Award)
- 1987 — премия Перри Эллиса от Совета американских модельеров (Perry Ellis Award for New Fashion Talent)
- 1992 — премия Совета американских модельеров «Модельер года» (за лучшую женскую коллекцию)
- 1997 — премия Совета американских модельеров
- 2007 — GLAAD Media Awards (в категории Outstanding Advertising — Print, Bear[13]
- 2009 — международная премия Совета американских модельеров (за работу в Louis Vuitton)
- 2010 — премия Совета американских модельеров «Модельер года» (за лучшую женскую коллекцию)
- 22 января 2010 — кавалер Ордена искусств и литературы (Франция)